# Pokojovice
Pokojovice település Csehországban, a Třebíči járásban. Pokojovice Chlístov, Heraltice, Hvězdoňovice, Okříšky, Předín és Markvartice településekkel határos. Lakosainak száma 114 fő (2024. január 1.).

## Népesség
A település lakosságának változását az alábbi diagram mutatja:
| Lakosok száma | 239  | 229  | 219  | 168  | 116  | 94   | 97   | 108  | 113  | 114  |
|               | 1869 | 1900 | 1921 | 1961 | 1980 | 2011 | 2016 | 2019 | 2021 | 2024 |